# Hans Junius
Hans Junius (* 26. Mai 1888 in Neumünster; † 22. Januar 1968 in Hohenlimburg) war ein deutscher Industrieller.

## Leben
Hans Junius war der Sohn des Klavierherstellers Heinrich Junius (Klavierfabrik Roth & Junius) in Hagen. Nach dem Schulbesuch und Abitur 1907 in Hagen studierte er Rechtswissenschaften an den Universitäten in Göttingen, Münster und Berlin. In Göttingen wurde er Mitglied des Corps Hannovera. Seine Referendarzeit leistete er 1910 im Bezirk des Oberlandesgerichts Hamm ab und wurde 1914 in Münster zum Dr. jur. promoviert. Den Kriegsdienst leistete er 1914–1918 als Leutnant der Reserve bei einem Feldartillerieregiment ab. Während des Krieges heiratete er 1917 Margret Wälzholz (1895–1983), Tochter des Hohenlimburger Industriellen Ludwig Wälzholz junior (1854–1939). Nach dem Assessorexamen 1920 trat er in das Unternehmen seines Schwiegervaters C.D. Wälzholz zuerst als Syndikus und 1921 als Mitglied der Geschäftsleitung ein. C.D. Wälzholz hatte in den 1920er Jahren als Walzstahlhersteller einen großen Aufschwung und war auch in Programme der Rüstungsindustrie eingebunden. 1937 wurde Hans Junius mit dem Ausscheiden seines Schwiegervaters Ludwig Wälzholz persönlich haftender Gesellschafter des Unternehmens in der vierten Familiengeneration.

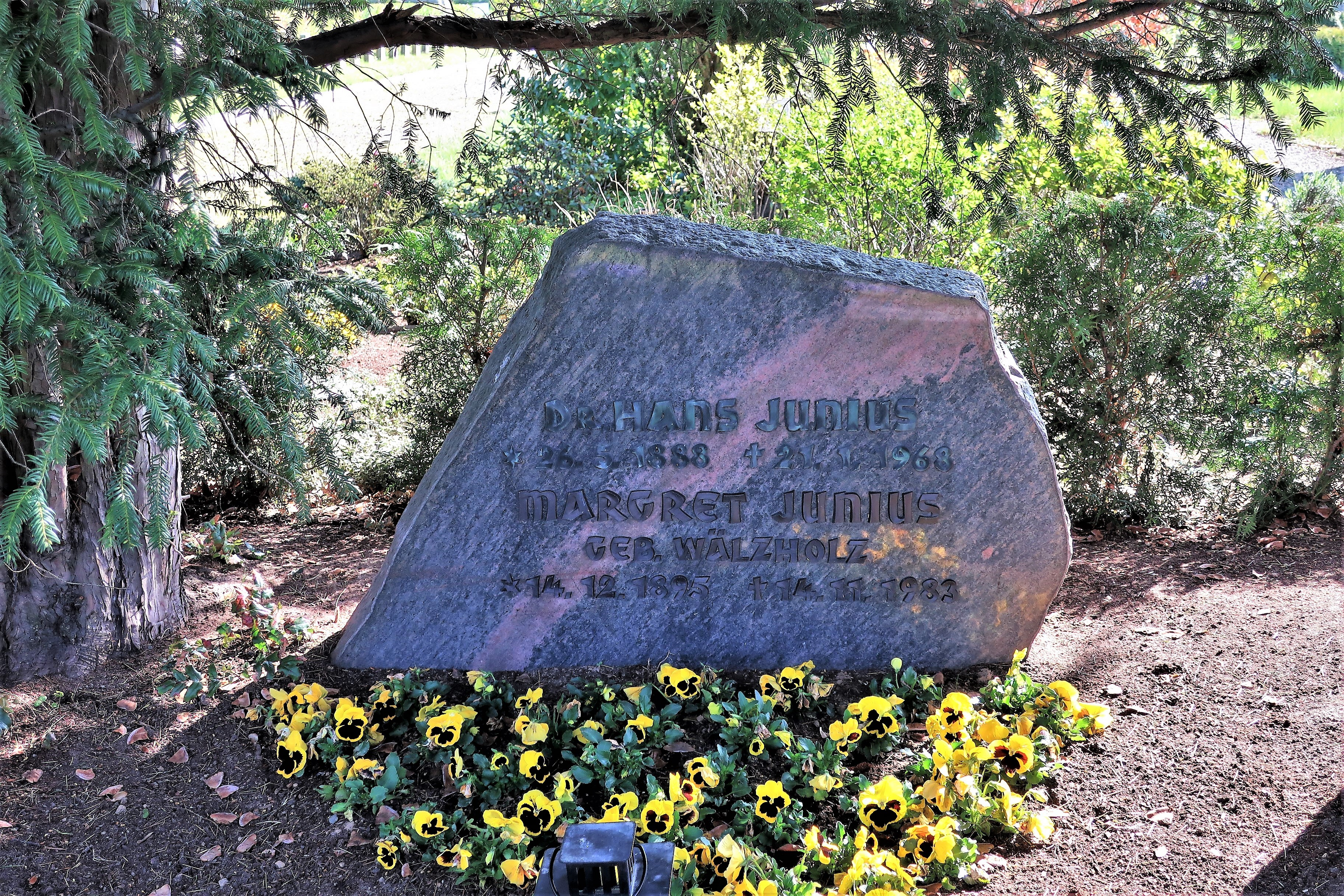
Niederfeld-Friedhof Elsey, Ruhestätte Hans und Margret Junius

Gegen Ende des Zweiten Weltkrieges musste die Produktion in Teilen aus Rohstoffmangel zurückgefahren und stillgelegt werden. Für die Produktion wurden während des Krieges auch Zwangsarbeiter eingesetzt. Die Fertigungsanlagen von C.D. Wälzholz waren von den Einwirkungen des Zweiten Weltkrieges jedoch verschont geblieben, durften aber erst ab 1946 von Hans Junius sukzessive wieder in Betrieb genommen werden, nachdem die alliierte Militärregierung ihm die erforderlichen Produktionsgenehmigungen erteilt hatte. 1953 übergab Hans Junius seinen Söhnen Hans-Martin Junius (1922–2001) und Eckart Wälzholz-Junius (1930–2011), zusammen mit dem Neffen Dieter Wälzholz, die Führung des 1829 gegründeten Familienunternehmens.
Als Privatmann war Hans Junius Kunstsinnig, sammelte Bilder mit Hohenlimburger Ansichten und verfasste auch schon mal eigene Gedichte. Seine Familie wohnte in der ehemaligen Nettmannschen Villa an der Iserlohner Straße 18 in Hohenlimburg. Nach dem Tode des Schwiegervaters kam auch die 1882 erbaute Wälzholz-Villa Mühlenteichstraße 38 an seine Familie.
Nach ihrem Tode fand das Ehepaar Junius die letzte Ruhe auf dem evangelischen Niederfeld-Friedhof in Hohenlimburg-Elsey auf der Grabanlage der Familie.
– Dr. Hans Junius – Hohenlimburg meine Heimat –

„Hohenlimburg, meine Wiege, meine Werkstatt und mein Grab,

daß mit Fluß und Bergeszügen Ruhe mir und Frieden gab.

Heimat hat mich hier umfangen Jugend, Liebe, Heim und Herd,

Lust zur Arbeit und Verlangen nach des Lebens höchstem Wert.

Arbeit ist der Sinn des Lebens, Freude sei ihr Weggenoss !

Beides ist das Ziel des Strebens, macht uns Limburg schön und groß.“